# 10769 Minas Gerais
A 10769 Minas Gerais (ideiglenes jelöléssel 1990 UJ5) a Naprendszer kisbolygóövében található aszteroida. Eric Walter Elst fedezte fel 1990. október 16-án.